# Grundsee (Blatten)
Der Grundsee ist ein Bergsee im Lötschental im Schweizer Kanton Wallis. Er ist ein Schmelzwassersee im Gletschervorfeld des Langgletschers und liegt auf einer Höhe von 1842 m ü. M. oberhalb der Fafleralp auf Gemeindegebiet von Blatten.

## Zugang
Der Grundsee liegt am Fafleralp-Rundweg und ist von der Fafleralp aus in ca. 30 Minuten erreichbar.